# حوزه انتخابیه هفتم کالیفرنیا
حوزه انتخابیه هفتم کالیفرنیا یک حوزه انتخابیه مجلس نمایندگان آمریکا است که در ایالت کالیفرنیا قرار دارد.